# 前296年
| 千纪： | 前1千纪 |
| 世纪： | 前4世纪 \| 前3世纪 \| 前2世纪 |
| 年代： | 前320年代 \| 前310年代 \| 前300年代 \| 前290年代 \| 前280年代 \| 前270年代 \| 前260年代                                                                           |
| 年份： | 前301年 \| 前300年 \| 前299年 \| 前298年 \| 前297年 \| 前296年 \| 前295年 \| 前294年 \| 前293年 \| 前292年 \| 前291年                                             |
| 纪年： | 周赧王十九年 魯後文公七年 齊湣王五年 趙惠文王三年 魏襄王二十三年 韓襄王十六年 秦昭襄王十一年 楚頃襄王三年 宋康王三十三年 衛嗣君三十九年 燕昭王十八年 中山王尚三年 |

## 大事记
- 中國
  - 中山國被趙國所滅
  - 楚懷王薨於秦，齊、韓、趙、魏、宋同攻秦，至鹽氏而歸，秦予魏封陵、韓武遂以和。
  - 趙主父行新地，遂出代；西遇樓煩王於西河而致其兵。
  - 魏襄王薨，子魏昭王遫立。
  - 韓襄王薨，子韓釐王咎立。

## 逝世
- 赵武灵王